# Brokig sandsten
Brokig sandsten eller Buntsandstein (engelska bunter, franska grés bigarré) är en sedan 1700-talet använd benämning på den undre avdelningen av triassystemets facies i Tyskland och på den Europeiska kontinenten.
Avlagringen är mestadels uppbyggd av brokiga, mestadels röda sandstenar, konglomerat och skifferleror. Förekomsten av korsskiktning, torksprickor, vindnötta stenar, lager av gips och stensalt, förekomst av landdjur och den röda färgen visar att lagret avsatts under mer eller mindre utpräglade ökenförhållanden. Avlagringarna är dels eolitiska, dels fluviala och limniska, dock förekommer även marina avlagringar. Fossil är i allmänhet sällsynta. Den brokiga sandstenen har huvudsakligen tre huvudområden i Europa: Tyskland-England, Spanien och västra Ural. Liknande bildningar är kända i Afrika, Asien och Amerika.